# Titus Genucius Augurinus
Pour les articles homonymes, voir Genucius Augurinus.
Titus Genucius Augurinus est un homme politique romain du Ve siècle av. J.-C., consul puis décemvir en 451 av. J.-C.

## Famille
Il est membre de la gens des Genucii. Il est fils d'un Lucius et petit-fils d'un Lucius. Son nom complet est Titus Genucius L.f. L.n. Augurinus. Il est le frère de Marcus Genucius Augurinus, consul en 445 av. J.-C. L'appartenance des Genucii Augurini aux patriciens à cette époque n'est pas assurée. Son nomen est parfois donné sous la forme Minucius,.

## Biographie
En 451 av. J.-C., il est élu consul avec Appius Claudius Sabinus. Ils mettent en place le premier collège des décemvirs qu'Appius Claudius Sabinus préside. Augurinus intègre d'office le collège pour avoir été élu consul. Ce collège rédige les dix premières tables de la loi des Douze Tables,,.

### Auteurs antiques
- Tite-Live, Histoire romaine, Livre III, 33-34 sur le site de l'Université de Louvain
- Diodore de Sicile, Histoire universelle, Livre XII, 9 sur le site de Philippe Remacle
- (en) Denys d'Halicarnasse, Antiquités romaines, Livre X, 50-60 sur le site LacusCurtius

### Auteurs modernes
- (en) T. Robert S. Broughton, The Magistrates of the Roman Republic : Volume I, 509 B.C. - 100 B.C., New York, The American Philological Association, coll. « Philological Monographs, number XV, volume I », 1951, 578 p.